# Deutsche Gesellschaft für Internationale Zusammenarbeit
La Deutsche Gesellschaft für Internationale Zusammenarbeit (GIZ) GmbH (Societat Alemanya per a la Cooperació Internacional) or GIZ és una empresa internacional de propietat del Govern Federal alemany, que opera en molts camps a través de més de 130 països. Treballa principalment amb els estats, els organismes estatals i el sector privat. La seva seu es troba a Bonn i Eschborn, Alemanya. L'organització va ser creada l'1 de gener de 2011 fins a la fusió de les tres organitzacions alemanyes Deutscher Entwicklungsdienst (DED), Deutsche Gesellschaft für Technische Zusammenarbeit (GTZ), i la Internationale Weiterbildung und Entwicklung (InWEnt).

## Clients
La GIZ opera principalment en nom del Ministeri Federal per a la Cooperació i el Desenvolupament Econòmic (BMZ). Altres clients són altres departaments del govern, els donants internacionals com la Unió Europea, el Banc Mundial o les Nacions Unides, els països socis i el sector privat. La cooperació amb les empreses privades és un camp emergent, promogut sota el nom de desenvolupament sostenible. La GIZ està configurat amb Serveis Internacionals (IS) i l'Associació Pública-Privada (PPP) en aquesta àrea.

## Denúncies sobre drets humans
La GIZ ha estat criticada en diverses ocasions per ser contractats amb o per al finançament de projectes i programes que s'estan violant els drets humans de les persones que viuen als països. El març de 2013, que va ser criticada per grups de drets humans pel seu compromís amb els programes i les polítiques de reforma agrària de Namíbia, que estan violant els drets dels pobles indígenes tal com s'indica a la Declaració de les Nacions Unides sobre els drets dels pobles indígenes, per desposseir al poble Himba i Zemba de les seves terres i territoris tradicionals.

## Fets i xifres
Amb una facturació de 2,1 mil milions d'euros el 2012, dels 1870 milions d'euros, procedien dels projectes i programes per a clients del sector públic, com ara la BMZ, altres ministeris federals alemanys o la UE. Aproximadament el 90 per cent de la facturació de la GIZ es trobava sota els contractes del Govern Federal Alemany. La GIZ va fer un 18,7 per cent (230 M €) el 2012 a partir dels contractes d'altres clients com ara institucions financeres o empreses del sector privat. Dels 956 milions d'euros del seu volum de negoci s'han canalitzat a través de tercers en consultories.
A partir de 2012, la GIZ compta amb prop de 16.229 empleats que treballen en més de 130 països, incloent-hi prop de 1.900 a les seves oficines centrals a Eschborn (a prop de Frankfurt am Main) i Bonn. Al voltant del 70 per cent del seu personal són empleats locals en els països socis.

## Camps d'activitat
La GIZ afirma que treballa en una empresa d'utilitat pública.
Les principals activitats de la GIZ en els països en vies de desenvolupament estrangeres s'estan centrant en el desenvolupament sostenible i la gestió dels recursos:
- Desenvolupament Econòmic i Ocupació (inclosos els serveis com ara la formació professional, assessorament sobre política econòmica, el desenvolupament dels sistemes financers o de promoció del sector privat)
- El Govern, la Democràcia i la Reducció de la Pobresa (inclosos els serveis i els camps de treball com l'ajuda orientada al desenvolupament d'emergència, construcció de la pau i la prevenció de crisi, la governabilitat, el desenvolupament urbà sostenible o la reducció de la pobresa estructural)
- L'Educació, la Salut i la Seguretat Social (inclosos els camps de treball, com ara l'educació, el control de drogues orientat cap al desenvolupament, la promoció dels infants i els joves o la prevenció del VIH/SIDA)
- Medi Ambient i Infraestructura (incloent-hi activitats com ara els residus, l'energia i la gestió de l'aigua, gestió de recursos naturals, el transport i la mobilitat, l'aplicació dels règims ambientals internacionals o la política mediambiental, la creació de capacitat relacionada amb el canvi climàtic[9])
- L'Agricultura, la Pesca i l'Alimentació (inclosos serveis com la gestió de les zones costaneres, la gestió del sòl, els sistemes agrícoles i alimentaris orientats al mercat, assessorament en matèria d'agricultura i desenvolupament rural o els mitjans de vida que fixen en les zones rurals marginals)